# Freesat
Freesat ist ein freier Satellitendienst für digitales Satellitenfernsehen für das Vereinigte Königreich. Es handelt sich dabei lediglich um einen EPG. Freesat hat also keine Playout-Center, keine Satelliten-Transponder und keine Uplink-Stationen. Der Freesat-EPG verweist auf von diversen Programmanbietern ausgestrahlte Programme und produziert keine eigenen Programminhalte. Spezielle Freesat-Receiver sind in der Lage, den EPG vollständig darzustellen und bieten auch eine Aufnahmefunktion. Herkömmliche Receiver empfangen die Programme zwar auch, zeigen aber nur den EPG für die laufende und die nachfolgende Sendung an.
Freesat ist ein Joint-Venture zwischen der öffentlichen BBC und dem britischen Privatfernsehverbund ITV plc. Der Dienst bietet eine ähnliche, jedoch nicht die gleiche Programmauswahl des terrestrischen Digitalfernsehens auf der Insel, jedoch über Satellit. Zusätzlich werden die Möglichkeiten der Satellitenausstrahlung genutzt, um HD-TV anzubieten.

## Programme
Von den rund 200 angebotenen Kanälen werden einige in HD ausgestrahlt. Mit speziellen „smart TV Recorders“ können die Video-on-demand-Dienste BBC iPlayer, ITV Hub*, All 4, Demand 5 und YouTube genutzt werden. Als reine Radiokanäle werden sämtliche überregionale und einige regionale BBC-Radioprogramme sowie die Kanäle von Global übertragen. Daneben werden die Programme der irischen RTÉ, BFBS und TWR aufgeschaltet.

## Verbreitungswege
Freesat überträgt seinen Dienst über die gleiche „Satelliten-Flotte“ wie der kommerzielle Konkurrent Sky: Astra 2E, Astra 2F und Astra2G auf der Position 28,2° Ost. Die Ausstrahlung erfolgt in den Formaten DVB-S und DVB-S2.